# みのもんたの世渡りジョーズ!!
『みのもんたの世渡りジョーズ!!』（みのもんたのよわたりジョーズ）は、一部日本テレビ系列局で生放送されていた日本テレビ製作のバラエティ番組。製作局の日本テレビでは1992年1月12日から1994年3月27日まで、毎週日曜 11:40 - 13:00 に放送。

## 概要
芸能人たちが世の中の様々な事象をリポートしていた番組。スタジオ内での紹介の終わり際には、映画『ジョーズ』のテーマを流していた。また、独特の書体のテロップを使用していた。この書体のテロップは、1995年から日本テレビで放送されている『あの人は今!?』でも使われていた。
司会のみのもんたは当時平日午後の帯番組『午後は○○おもいッきりテレビ』の司会も務めており、本番組を担当したことで土曜を除く全ての曜日で日本テレビ12時台の生番組を受け持つことになった。

## 出演者

### 司会
- みのもんた

### アシスタント
- 鈴木君枝（当時日本テレビアナウンサー）

### その他の主な出演者
- ドクター中松
- 稲川淳二
- 村野武範
- 蔵間龍也
- 藤岡久美子
- ほか

## テーマ曲
- 世渡り上手（歌 - 三波春夫、作詞 - 三波春夫、作曲 - 市川昭介）

## 放送局
| 放送対象地域 | 放送局     | 系列           | 放送日時           | 備考                  |
| ------------ | ---------- | -------------- | ------------------ | --------------------- |
| 関東広域圏   | 日本テレビ | 日本テレビ系列 | 日曜 11:40 - 13:00 | 製作局                |
| 中京広域圏   | 中京テレビ | 日本テレビ系列 | 日曜 11:40 - 13:00 | 1993年10月3日から放送 |

| 日本テレビ 日曜11:40枠                                 | 日本テレビ 日曜11:40枠                                         | 日本テレビ 日曜11:40枠                            |
| 前番組                                                 | 番組名                                                         | 次番組                                            |
| ------------------------------------------------------ | -------------------------------------------------------------- | ------------------------------------------------- |
| 山田邦子の旅くらぶ （1990年10月21日 - 1991年12月22日） | みのもんたの世渡りジョーズ!! （1992年1月12日 - 1994年3月27日） | TVおじゃマンモス （1994年4月3日 - 1996年9月29日） |